# Стахив, Матвей Николаевич
Матвей Николаевич (Иванович) Стахив (30 ноября 1895, с. Нище — 2 июня 1978, Сан-Диего) — украинский правовед, социолог и историк, общественно-политический деятель.

## Биография
Старшина Украинской галицкой армии.
В 1923 окончил юридический факультет Карлова университета в Праге. Деятель Украинской социалистическо-радикальной партии (УСРП), главный секретарь партии (1925—1939), представитель в Социалистическом рабочем интернационале, редактор печатного органа — еженедельника «Громадський голос». Активно занимался просветительской деятельностью и научной работой.
В 1924—1939 жил во Львове. Возглавлял «Ассоциацию селянских союзов». Директор народного университета «Самоосвіта», редактировал его издания.
Действительный член НТШ с 1942. Профессор Украинского свободного университета и Украинского технико-хозяйственного института в Мюнхене, где читал курс лекций по государственному праву и администрации.
Осенью 1939 эмигрировал. Во время эмиграции в Германии активно участвовал в украинском социалистическом движении, был членом УНРады. С 1949 проживал в США; редактор еженедельника «Народна Воля» (1949—1971), председатель НТШ в США (1969—1974), деятель Украинского комитета при конгрессе США и Всемирного конгресса украинцев. С 1965 — действительный член Международной вольной академии наук (Париж).

## Труды
Автор ряда популярных брошюр и публицистических работ на политические темы, по социологии и истории. Научные работа, главным образом, в области истории украинского национально-освободительного движения, про правовой статус украинского государства и политических режимов на Украине до 1917 года

## Избранные публикации
- «Західня Україна» (6 тт., 1958—1961),
- «Україна в добі Директорії УНР» (7 тт., 1962—1968),
- «Про радянський режим в Україні» (4 тт., 1955—1969);
- «Нариси з історії національно-суспільного руху в Галичині 1772—1890 pp.»
- «Історія Першої світової війни» (ч. 1—2),
- «Розвиток ідеї демократії в новітніх часах»,
- «Про державу» (1935),
- «Вплив Хмельниччини на формацію української нації» (1948),
- «Гетьманський режим в 1918 р. та його державно-правна якість» (1951),
- «Західна Україна: Нарис історії державного будівництва та збройної і дипломатичної оборони в 1918—1923» (т. 1-6, 1958—1961),
- «Україна й Європейський заколот у 1917—1920 рр.» (т. 1—2, 1973; в соавт.).

На английском языке:
- «Soviet Statehood of Ukraine from Sociological Aspect» (1961),
- «Ukraine and Russia, an Outline of History …» (1968);
- «Western Ukraine at the Turning Point of European History» (в соавт. 1971),
- «Ukraine and the European Turmoil 1917—1920» (в соавт. 1973).
- «Україна і Росія. Нарис з історії політичних та військових відносин (грудень 1917—квітень 1918)» (1967),
- «Західна Україна в поворотний момент європейської історії» (в соавт. 1971),
- «Західна Україна на тлі історії Європи в 1918—1919 рр.» (т. 1—2, 1969—1971; в соавт.).